# Grădina Botanică Universitară din Bologna
Grădina Botanică Universitară din Bologna a fost înființată în anul 1567 de către Ulisse Aldrovandi (Aldrovandus), naturalist italian născut în Bologna.